# 桃園 (北九州市)
桃園（ももぞの）は福岡県北九州市八幡東区にある地名。現行行政地名は桃園一丁目から桃園四丁目で、そのうち桃園三丁目は全域を桃園公園が占めている。郵便番号は805-0068。

## 地理・概要
八幡東区西部に位置しており、八幡西区と隣接する。地区の北側を東西に国道3号、鹿児島本線（八幡駅と黒崎駅のほぼ中間にあたる）が通っている。地区の南側を山手通りが並行する。
地区の約半分は桃園公園によって占められている。同公園の広さは52,605坪あり、公園内には北九州市立桃園球場、桃園市民プール、弓道場、テニスコートなどのスポーツ施設が集中している。かつてはプラネタリウムなどを有する北九州市立児童文化科学館があった。
かつて新日鉄八幡製鐵所の社宅「桃園アパート」があったが、順次解体されており、新日鉄都市開発によってマンションおよび戸建て住宅地に変貌している。

## 歴史
昭和の初め頃に西八幡駅南側の電車道沿いの区域が「桃園町」と呼ばれるようになったのが地名の始まりである。当初は前田・藤田の一部で、正式に「桃園」が地名となったのは1947年のことである。
1939年には都市計画事業として、旧八幡市初の運動公園である「記念公園」が設置された。公園は戦後も整備が進められ、多くの施設を持つ「桃園公園」として整備された。
1945年8月の八幡大空襲で近辺は焼け野原になっていたが、八幡製鉄が社宅を建設する事になり、1951年に桃園町と近隣の稲荷町、伏見町、西伏見町にかけて桃園アパートが建設された。その後、稲荷町、伏見町、西伏見町と宮添町は桃園町に併合された。
1969年に桃園町と錦町、さらに前田町、油田町、藤田、前田の一部を併合して現在の「桃園」となった。新日鉄の社宅の老朽化等により、社宅跡地は新興住宅地となっている。

## 交通
国道3号が地区を東西に貫通しており、1992年の区間廃止まで西鉄北九州線が営業し、地区内に「桃園」電停が存在した。北九州線廃止後の代替路線バス（西鉄バス北九州）は毎時12本程度と頻繁運行されており、また地区南部には山手通り経由で運行するバス停が存在する。

## 主な施設

桃園公園

- 桃園公園
  - 北九州市立桃園球場
  - 北九州市立児童文化科学館
  - 北九州市立桃園運動場
  - 北九州市立桃園市民プール
  - 北九州市立陣山市民センター
  - 桃園一丁目さくら公園
- 大石産業本社
- 北九州市立花尾中学校
- 北九州市立平野市民センター
- 桃園シティボウル（ボウリング場）